# Casa Homedes
La casa Homedes és un edifici de Tortosa (Baix Ebre) protegit com a bé cultural d'interès local.

## Descripció
L'edifici, construït entre el 1890 i 1940, té planta rectangular amb tres façanes, de planta baixa, i quatre plantes elevades. Les façanes presenten balcons correguts a la primera planta i individuals a la segona i la tercera. La quarta planta, separada per una cornisa, presenta buits doblats amb arcs de mig punt sobre impostes i esta rematada a cada façana per un ràfec de teula àrab, sobre mènsules. Els dos xamfrans presenten miradors rectangulars de quatre plantes d'alçada, amb buits rectangulars i costats corbats en concavitat. Als xamfrans, l'alçada del parament s'eleva una planta més, coronada per un ràfec de teules sobre mènsules, formant una mena de terrasses. A l'extrem de cada façana lateral hi ha un mirador de tres pisos d'alçada. A la planta baixa els buits marquen els eixos verticals de composició. La meitat de l'edifici, construït a l'any 1890, presenta sòcols i paraments de pedra amb encoixinats (costat de la plaça), mentre que l'altra meitat, construït a l'any 1949 (així com la quarta planta) es d'obra arrebossada.

## Història
L'eixample corresponent a la plaça Alfons XII s'edificà en una mateixa època, provocant una unitat en el conjunt que encara es conserva en gran part, tot i que posteriorment s'han acumulat intervencions diverses.
En el present cas, tal com ha passat en altres edificacions properes, la planta baixa i tres plantes del costat de la plaça Alfons XII corresponen a un primer projecte, de 1890, d'estil academicista, mentre que la part superior i la resta de l'edifici, 1940, proposen un estil més noucentista (neorenaixement), sobretot en els remats. Per altra banda, originalment l'edifici ocupava la meitat del solar més pròxima a la plaça i, posteriorment, fou ampliat reproduint les característiques estilístiques del sector ja construït.